# Miniopterus wilsoni
Miniopterus wilsoni é uma espécie de morcego descoberta em 2020 no Parque Natural da Gorongosa, em Moçambique. O nome M. wilsoni é em homenagem ao biólogo Edward O. Wilson.
A espécie habita nas montanhas do centro e norte de Moçambique e no sul do Malawi.